# Platychelus fallax
Platychelus fallax är en skalbaggsart som beskrevs av Schein 1959. Platychelus fallax ingår i släktet Platychelus och familjen Melolonthidae. Inga underarter finns listade i Catalogue of Life.